# Pensar É Preciso
Pensar é preciso é um livro de Salvatore D'Onofrio publicado em 2009 pela editora Editorama, em São Paulo e lançado no Rio Preto Automóvel Clube, com o patrocínio da Academia Riopretende de Letras e Cultura. O livro aborda temas filosóficos, religiosos, científicos e artísticos presentes na história da cultura ocidental.. O livro apresenta fatos e acontecimentos em ordem cronológica,  desde o mito greco-romano até à formulação da teoria da relatividade.

## Capítulo I: Herança greco-romana
Iniciando com uma citação de Fernando Pessoa (“O mito é o nada que é tudo” ), o primeiro capítulo destaca a importância dos mitos greco-romanos para a formação da civilização ocidental. Segue analisando Eros e as relações humanas, tendo  no erotismo uma base de apoio. “O erotismo implica uma reivindicação do instante contra o tempo, do indivíduo contra a sociedade”, segundo Simone de Beauvoir. Outros mitos e tradições como os deuses Júpiter, Apolo e Dioniso, e também o personagem Édipo são tratados. Troia: Ilíada e Odisseia, Atenas: o berço da civilização ocidental, o pensamento reflexivo de Sócrates, Platão, Aristóteles e outros são tema deste capítulo